# José Valdivieso Amor
José Valdivieso Amor (Santiago, 1845, ibíd, julio de 1900) fue un abogado, agricultor y político chileno. Se desempeñó como diputado entre 1876-1879 y luego entre 1882 y 1888.

## Biografía
Nació en Santiago en 1845, hijo de Juan Antonio Valdivieso Ruiz de Balmaceda y de Loreto Amor Prado.
Se casó con Clinia Amor Vargas, matrimonio que tuvo cinco hijos.
Realizó los estudios superiores en el Instituto Nacional y luego en la Facultad de Derecho de la Universidad de Chile, jurando como abogado el 21 de marzo de 1864.

### Trayectoria pública y política
Ejerció como abogado, industrial y agricultor.
Fue Juez de Letras de Copiapó, Linares y de Santiago, hasta 1873. Además fue Intendente provincial de Atacama.
En las elecciones parlamentarias de 1875, resultó elegido diputado por Osorno para el periodo 1876-1879 y luego, en 1882; por Carelmapu entre 1882 y 1885.
Era militante del Partido Liberal (PL).
Posteriormente se desempeñó como diputado suplente por Casablanca entre 1885 y 1888.
Falleció en Santiago en julio de 1900.